# Military Bowl 2019
Match précédent Match suivant
Le Military Bowl 2019 est un match de football américain de niveau universitaire joué après la saison régulière de 2019, le 27 décembre 2019 au Navy-Marine Corps Memorial Stadium de Annapolis dans l'État du Maryland aux États-Unis.
Il s'agit de la 12e édition du Military Bowl.
Le match met en présence l'équipe des Tar Heels de la Caroline du Nord issue de la Atlantic Coast Conference et l'équipe des Owls de Temple issue de la American Athletic Conference.
Il débute à midi locales et est retransmis à la télévision par ESPN.
Sponsorisé par l'entreprise Northrup Grumman, le match est officiellement dénommé le Military Bowl 2019 presented by Northrup Grumman .
North Carolina gagne le match sur le score de 55 à 13.

## Présentation du match
Il s'agit de la première rencontre entre ces deux équipes
| Équipes | Conférences | Entraîneurs     | Stats. saison rég. | Classements avant le bowl | Classements avant le bowl | Classements avant le bowl |
| --- | ----------- | --------------- | ------------------ | ------------------------- | ------------------------- | ------------------------- |
| Équipes | Conférences | Entraîneurs     | Stats. saison rég. | CFP                       | AP                        | Coaches                   |
| Tar Heels de la Caroline du Nord                                                                                | ACC         | Mack Brown (en) | 6 - 6              | NC                        | NC                        | NC                        |
| Owls de Temple                                                                                                  | AAC         | Rod Carey (en)  | 8 - 4              | NC                        | NC                        | NC                        |
| - Arbitre : Mike Vandervelde (Mountain West) - Équipe donnée favorite par les bookmakers : North Carolina by 4½ |             |                 |                    |                           |                           |                           |

### Tar Heels de la Caroline du Nord
Avec un bilan global en saison régulière de 6 victoires et 6 défaites (4-4 en matchs de conférence), North Carolina est éligible et accepte l'invitation pour participer au Military Bowl de 2019.
Ils terminent 3e de la Coastal Division de l'Atlantic Coast Conference à égalité avec Miami et Pittsburgh derrière Virginia et Virginia Tech. À l'issue de la saison 2019, ils n'apparaissent pas dans les classements CFP, AP et Coaches.
C'est leur première apparition au Military Bowl.
| Postes      | Joueurs        | Statistiques                                                      |
| ----------- | -------------- | ----------------------------------------------------------------- |
| Quarterback | Sam Howell     | 234/388 passes réussies pour 3 347 yards, 35 TDs, 7 interceptions |
| Coureur     | Michael Carter | 159 courses pour 919 yards nets gagnés et 3 TDs                   |
| Receveur    | Dyami Brown    | 6 réceptions pour 947 yards et 11 TDs                             |

### Owls de Temple
Avec un bilan global en saison régulière de 8 victoires et 4 défaites (5-3 en matchs de conférence), Temple est éligible et accepte l'invitation pour participer au Military Bowl de 2019.
Ils terminent 3e de la East Division de la American Athletic Conference derrière #21 Cincinnati et UCF (Central Florida). À l'issue de la saison 2019, ils n'apparaissent pas dans les classements CFP, AP et Coaches.
C'est leur 3e participation au Military Bowl.
| Saisons | Dates            | Vainqueurs                      | Scores  | Finalistes                | Bilan     |
| ------- | ---------------- | ------------------------------- | ------- | ------------------------- | --------- |
| 2009    | 29 décembre 2019 | Bruins d'UCLA (7-6)             | 30 - 21 | Owls de Temple (9-4)      | V : 1 - 0 |
| 2016    | 27 décembre 2019 | Wake Forest Demon Deacons (6–6) | 34 - 26 | #24 Owls de Temple (10–3) | D : 1 - 1 |

| Postes      | Joueurs       | Statistiques                                                       |
| ----------- | ------------- | ------------------------------------------------------------------ |
| Quarterback | Anthony Russo | 234/399 passes réussies pour 2 733 yards, 21 TDs, 11 interceptions |
| Coureur     | Re'Mahn Davis | 178 courses pour 900 yards nets gagnés et 7 TDs                    |
| Receveur    | Jadan Blue    | 87 réceptions pour 975 yards et 4 TDs                              |

## Résumé du match
Début du match à  12 h 02, fin à  15 h 23 pour une durée totale de jeu de 3 h 21 min.
Températures de 7 °C, vent de SE de 5 à 16 km/h, ciel couvert.
| QT            | Temps         | Drive         | Drive         | Drive         | Équipe        | Description de l'action | Score | Score |
| ------------- | ------------- | ------------- | ------------- | ------------- | ------------- | --- | ----- | ----- |
| QT            | Temps         | Jeux          | Yards         | TDP           | Équipe        | Description de l'action | NCAR  | TEM   |
| 1             | 06:24         | 2             | 63            | 00:27         | NCAR          | TD de 39 yards par WR Dyami Brown à la suite d'une réception de passe du QB Sam Howell + 1 point de conversion par K Noah Ruggles     | 7     | 0     |
| 2             | 10:17         | 16            | 66            | 05:41         | NCAR          | FG de 26 yards par K Noah Ruggles | 10    | 0     |
| 2             | 07:59         | 5             | 75            | 02:18         | TEM           | TD à la suite d'une course de 4 yards par RB Re'Mahn Davis mais la conversion à 1 point de K Will Mobley est bloquée.                 | 10    | 6     |
| 2             | 04:14         | 8             | 75            | 03:45         | NCAR          | TD de 16 yards par WR Dazz Newsome à la suite d'une réception de passe du QB Sam Howell + 1 point de conversion par K Noah Ruggles    | 17    | 6     |
| 2             | 00:01         | 4             | 44            | 00:28         | NCAR          | FG de 36 yards par K Noah Ruggles | 20    | 6     |
|               |               |               |               |               |               | |       |       |
| 3             | 11:24         | 10            | 83            | 03:36         | NCAR          | TD à la suite d'une course de 1 yard par RB Antonio Williams + 1 point de conversion par K Noah Ruggles                               | 27    | 6     |
| 3             | 11:12         | 1             | 0             | 00:12         | NCAR          | Passe du QB Anthony Russo interceptée et retournée sur 20 yards par DB Storm Duck + 1 point de conversion par K Noah Ruggles          | 34    | 6     |
| 3             | 06:54         | 7             | 31            | 02:57         | NCAR          | TD de 2 yards par QB Sam Howell à la suite d'une réception de passe de WR Rontarius Groves + 1 point de conversion par K Noah Ruggles | 41    | 6     |
| 3             | 03:21         | 4             | 51            | 01:52         | TEM           | TD de 45 yards par RB Reh'Man Davis à la suite d'une réception de passe du QB Todd Centeio + 1 point de réception par K Jacob LaFree  | 41    | 13    |
| 4             | 13:51         | 9             | 88            | 04:30         | NCAR          | TD de 29 yards par WR Dazz Newsome à la suite d'une réception de passe du QB Sam Howell + 1 point de conversion par K Noah Ruggles    | 48    | 13    |
| 4             | 02:11         | 12            | 52            | 07:43         | NCAR          | TD à la suite d'une course de 2 yards de RB Anthony Williams + 1 point de conversion par K Jonathan Kim                               | 55    | 13    |
| Score final : | Score final : | Score final : | Score final : | Score final : | Score final : | Score final : | 55    | 13    |

## Statistiques
| Nom        | Poste | Équipe         |
| ---------- | ----- | -------------- |
| Sam Howell | QB    | North Carolina |

| Statistiques                           | Tar Heels de la Caroline du Nord                      | Owls de Temple                                         |
| -------------------------------------- | ----------------------------------------------------- | ------------------------------------------------------ |
| 1er down                               | 33                                                    | 16                                                     |
| 1er down à la course                   | 15                                                    | 7                                                      |
| 1er down à la passe                    | 15                                                    | 6                                                      |
| 1er down suite pénalité                | 3                                                     | 3                                                      |
| Conversion de 3e down                  | 11/14                                                 | 6/16                                                   |
| Conversion de 4e down                  | 1/1                                                   | 2/3                                                    |
| Jeux–yards                             | 75 jeux pour 534 yards                                | 66 jeux pour 272 yards                                 |
| Yards à la course                      | 40 courses pour 238 yards (moyenne de 6 yards/course) | 34 courses pour 78 yards (moyenne de 2,3 yards/course) |
| Yards à la passe                       | 296                                                   | 194                                                    |
| Passes : Réussies-Tentées-Interceptées | 26/35 passes complétées, 0 interception               | 18/32 passes complétées, 2 interceptions               |
| Réussite en zone rouge/chances         | 7/7                                                   | 1/2                                                    |
| TD                                     | 7                                                     | 2                                                      |
| Field Goals                            | 2/3                                                   | 0/2                                                    |
| Sacks (Nombre-Yards)                   | 3 pour 19 yards adverses perdus                       | -                                                      |
| Fumbles (Nombre/Perdus)                | 1/1                                                   | 0/0                                                    |
| Pénalités (Nombre/Yards perdus)        | 6 pour 63 yards perdus                                | 8 pour 65 yards perdus                                 |
| Temps de possession                    | 32:30                                                 | 27:30                                                  |

| Tar Heels de la Caroline du Nord |                  |                                                                         |
| Quarterback                      | Howell Sam       | 26/35 passes complétées, 294 yards, 0 interception, 3 TDs, 0 sack subi  |
| Meilleur coureur                 | Williams Javonte | 14 courses pour 85 yards nets gagnés, 0 TD, moyenne de 6,1 yards/course |
| Meilleur receveur                | Newsome Dazz     | 8/10 réceptions pour 71 yards gagnés, 2 TDs                             |
| Meilleur tackler                 | Chapman Don      | 10 tacles dont 5 en solo, 1½ TFL (13 yards), 1 sack (11 yards)          |
| Owls de Temple                   |                  |                                                                         |
| Quarterback                      | Russo Anthony    | 12/20 passes complétées, 128 yards, 1 interception, 0 TD, 2 sacks subis |
| Quarterback                      | Centeio Todd     | 6/12 passes complétées, 66 yards, 1 interception, 1 TD, 1 sack subi     |
| Meilleur coureur                 | Davis Re'Mahn    | 15 courses pour 36 yards nets gagnés, 1 TD, moyenne de 2,4 yards/course |
| Meilleur receveur                | Blue Jadan       | 8/12 réceptions pour 92 yards gagnés, 0 TD                              |
| Meilleur tackler                 | Walls Benny      | 12 tacles dont 3 en solo, 1 FF et 1 FR                                  |